# Кефис
Кефис (грч. Κηφισός, Κηφισσός) је у грчкој митологији био речни бог.

## Етимологија
Његово име има значење „река вртова“.

## Митологија
Кефис је био персонификација истоимене реке, син Понта и Таласе и отац Диогеније и Нарциса, који се због тога још називао и Кефисије. Међутим, неки извори наводе три речна бога са овим именом; једног из Фокиде, другог из Атике и трећег са Аргоса.
Кефис који је био бог реке у Фокиди и северној Беотији, био је син Океана и Тетије, а различити аутори су му приписивали различиту децу. Тако је он био отац Етеокла, нимфи Кефисида, Лилаје, Даулиде, Мелене, Касталије, Тије и Нарциса, а можда и корикијских и киронијских нимфи, Мелије, Аргиопе, Клеодоре, Корикије и Мидеје. С обзиром на ток његове реке, могуће је да се ради о истом богу као и оном у Атици, јер су њихове реке биле повезане понорницом. У Атици су постојале две реке са овим именом; једна која је извирала са планине Парнас, а друга са планине Китерон. И овај Кефис је био син Океана и Тетије. Био је отац Диогеније, а можда и Калигеније и Аргиопе. Трећи бог, чије би воде пресушиле у лето, заједно са Инахом и Астерионом је, према Зевсовој наредби, био судија у спору између Посејдона и Хере. Наиме, Посејдон је био бесан због поделе градова међу боговима и желео је да Хери преотме Арголиду. Био је упоран у том спору, али је одбијао да се појави пред олимпским главешинама јер је сматрао да према њему гаје предрасуде. Зато је Зевс позвао речне богове да донесу пресуду и они су то учинили у корист Хере. Посејдон је био љут, али му је било забрањено да се свети поплавом, па је пресушио изворе својих судија, тако да у њима лети није било воде.

## Култ
Према Паусанији, имао је олтар заједно са Паном, Ахелојем и нимфама у Амфијарајевом храму близу Оропа.

## У уметности
Кефис је представљен на једном рељефу из 410. п. н. е. који се чува у Националном археолошком музеју у Атини. О Кефису су писали Аполодор, Паусанија, Херодот и Овидије у „Метаморфозама“.